# Guerra Gosannen
El Gosannen no eki (後三年の役 ごさんねんのえき?   Conflicto de los últimos tres años) o Gosannen kassen (後三年合戦 ごさんねんかっせん?   Guerra de los últimos tres años) fue un conflicto bélico que tuvo lugar durante el período Heian de la historia de Japón en la Provincia de Mutsu, al norte de Honshū. Tal y como la Guerra Zenkunen, el conflicto se originó por la competencia del poder entre los clanes existentes.
En este caso se debió a una serie de riñas dentro del clan Kiyohara (a veces llamado clan Kiyowara) como resultado de las relaciones que guardaban las diversas ramas del clan con otros clanes por medio de matrimonios arreglados. Estas riñas internas llegaron a tal grado que fue necesaria la intervención externa. Minamoto no Yoshiie, quien se convirtió en gobernador de Mutsu en 1083 vio la necesidad de terminar con las querellas entre Kiyohara no Masahira, Iehira y Narihira, los jefes de familia de las distintas ramas.
Sus primeros esfuerzos diplomáticos resultaron en un progreso menor, insuficiente para evitar la pelea, por lo que Yoshiie convocó a su ejército. Al inicio apoyó a Kiyohara no Iehira y a su medio hermano Fujiwara no Kiyohira en contra de Kiyohara no Sanehira, pero después de la muerte de Sanehira, Yoshiie e Iehira se opusieron el uno al otro.
Yoshiie atacó a Iehira en la fortaleza de Numa, pero fue incapaz de penetrar sus defensas; Yoshiie perdió muchos hombres debido al frío y la falta de suministros.
Iehara estableció un campamento alrededor de la fortaleza de Yoshiie en Kanezawa junto con las fuerzas de su tío Kiyohara no Takahira. Después de algún periodo de inactividad y relativa paz, Yoshiie lanzó un ataque al campamento junto con las fuerzas de su hermano Minamoto no Yoshimitsu, que llegó procedente de Kioto. El asedio duró varios meses hasta que finalmente dio resultados exitosos después de un asalto a la fortaleza con la ayuda de Fujiwara no Kiyohira.
La mayor parte de esta batalla está descrita en un emaki (pergamino narrativo) llamado Gosannen Kassen E-maki, que pertenece al día de hoy al Museo Watanabe en Tottori, Japón.